# Blackstar (album van David Bowie)
Blackstar is het vijfentwintigste en laatste studioalbum van David Bowie. Het album kwam op 8 januari 2016 uit op Bowies 69e verjaardag, twee dagen voor zijn dood. Producer Tony Visconti verklaarde dat dit album was bedoeld als afscheidsgeschenk voor zijn fans bij een zorgvuldig geplande finale.
De naam van het album staat niet op de hoes, wel een afbeelding van een zwarte ster (★). De gelijknamige single, de titelmuziek voor de tv-serie The Last Panthers, werd al wereldwijd uitgebracht op 19 november 2015; een maand later gevolgd door Lazarus gemaakt voor de in New York draaiende musical Lazarus van Ivo van Hove.
Op het album wordt Bowie ondersteund door de jazzmusici  Jason Lindner (toetsen), Donny McCaslin (saxofoon), Ben Monder (gitaar) en Mark Guiliana (drums, percussie). Dit heeft gezorgd voor jazzinvloeden in de muziek, zonder dat er gesproken kan worden van een traditioneel jazzalbum.

## Tracklist
- Alle nummers geschreven door Bowie, tenzij anders genoteerd.

| Nr. | Titel                                                                          | Duur |
| --- | ------------------------------------------------------------------------------ | ---- |
| 1.  | ★                                                                              | 9:57 |
| 2.  | 'Tis a Pity She Was a Whore                                                    | 4:52 |
| 3.  | Lazarus                                                                        | 6:22 |
| 4.  | Sue (Or in a Season of Crime) (Bowie/Bob Bhamra/Maria Schneider/Paul Bateman)' | 4:40 |
| 5.  | Girl Loves Me                                                                  | 4:51 |
| 6.  | Dollar Days                                                                    | 4:44 |
| 7.  | I Can't Give Everything Away                                                   | 5:47 |

- Gemeinsame Normdatei: 1083840894
- MusicBrainz release group: 1fd18f5b-9a92-41fd-a590-da6b5cc60d85